# Gislenus

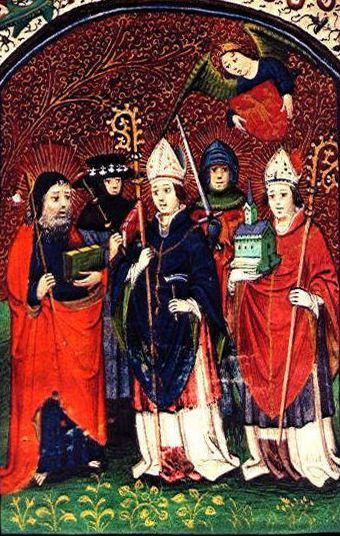
Holländisches Gebetbuch, Mitte des 15. Jahrhunderts: Heiliger Gislenus ist die Person ganz rechts mit einer Kirche in der Hand

Der heilige Gislenus, franz. Ghislain (* erste Hälfte des 7. Jahrhunderts; † 9. Oktober 680 in Ursidongus, heutiges Saint-Ghislain) war ein Geistlicher und Anachoret im heutigen Belgien.
Gislenus war wahrscheinlich germanischer Herkunft und lebte in der Grafschaft Hennegau. Die heutige Gemeinde Saint-Ghislain, in der er gestorben ist, wurde nach ihm benannt.